# Epatopancreas

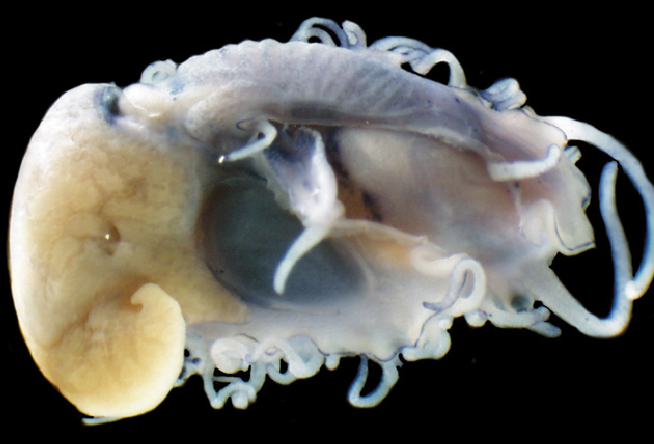
Anatomia di un giovane esemplare di Haliotis asinina (gasteropode con conchiglia rimossa): a sinistra, con colorazione giallastra, è possibile notare l'epatopancreas.

L'epatopancreas è un organo ghiandolare del sistema digerente degli invertebrati, come artropodi e molluschi, che svolge sia la funzione di assorbimento del cibo ingerito sia la funzione secretiva degli enzimi digestivi. Non presenta alcuna analogia né strutturale né funzionale con il fegato e il pancreas dei vertebrati.
L'epatopancres assume soventemente un interesse in tossicologia dato che composti tossici come metalli pesanti, tossine, o inquinanti vari, tendendo ad accumularsi in questo organo potendo essere successivamente estratti e sottoposti a determinazioni analitiche.